# 城所龍磨
城所 龍磨（きどころ りゅうま、1985年9月24日 - ）は、愛知県宝飯郡一宮町（現：豊川市）出身の元プロ野球選手（外野手、右投左打）、プロ野球コーチ。

## 経歴

### プロ入り前
幼少期には実家近くにトヨタ自動車工業サッカー部（現在の名古屋グランパスエイト）の本拠地がありサッカーに夢中になっていた。小学校3年生時に友人の父親から誘われ、兄とともに三河一宮ブラタイボーイズに入団し野球を始めた。小学校5年生時はチームで1番打者を任され、右投げ右打ちだったが、監督から足を生かすために左打ちを勧められ、当てて走るというスタイルを身につけた。一宮町立一宮中学校では
野球部に入部すると同時に硬式野球のオール豊川にも所属した。
中京高等学校時代には、1年秋から1番・中堅手の定位置を獲得した。2年夏と3年春に甲子園出場。2年秋には、地方大会から13試合で.581、10盗塁の数字を残した。同期には、中川裕貴、榊原諒。2学年先輩に、松田宣浩がいる。
2003年のドラフト会議で福岡ダイエーホークスからドラフト2巡目指名を受けた。オリックスに移籍したばかりの村松有人の背番号23を与えられ、『ポスト村松』として期待されていた。

### ダイエー・ソフトバンク時代

#### 2000年代
2004年、ウエスタン・リーグで過ごし、77試合に出場し、打率.186、1本塁打、5盗塁に終わった。
2005年、8月26日に一軍へ昇格し、8月30日、大道典嘉の代走で一軍初出場を果たすも、その直後に打球を避けきれずに足に当ててしまい、守備妨害でアウトになるという珍プレーを犯してしまった。9月11日のウエスタン・リーグ対中日ドラゴンズ戦で1番中堅手で先発出場し本塁打を放ったが、5回第3打席に平松一宏から右側頭部に死球を受け、名古屋市内の病院での検査の結果、右側側頭部骨折と診断され、9月16日に福岡市内の病院で右頬骨弓の整復手術を受けた。二軍では打率.257まで改善し、ウエスタン・リーグ2位の21盗塁を記録した。
2006年、一軍に帯同し34試合に出場。セ・パ交流戦、6月7日対読売ジャイアンツ戦、7番ライトで初のスタメン出場となったが、1打席目セカンドゴロの後は3連続三振と結果を残せなかった。6月9日の対セ・パ交流戦、東京ヤクルトスワローズ戦、山崎勝己の代打小斉祐輔に代わり、ライトの守備で出場すると9回に高津臣吾からセンター前ヒットを打ちプロ初安打を記録。6月15日対セ・パ交流戦、広島東洋カープ戦8回一死満塁の場面、藤岡好明の代打で出場すると小山田保裕の四球が押し出しとなりプロ初打点となった。7月2日に千葉マリンスタジアムにて行われた対千葉ロッテマリーンズ戦8番レフトで出場し、第2打席4回無死一三塁、相手先発久保康友の初球を右中間へ運び走者一掃の2点タイムリースリーベースを放ち、これがプロ初タイムリーとなった。8月1日の対東北楽天ゴールデンイーグルス戦でプロ入り初の猛打賞を記録した。同年は16安打のうち二塁打3本、三塁打も3本と俊足をアピールした。
2007年、8月19日の対楽天戦で永井怜からライトにソロホームランを放ち、これがプロ初本塁打となった。最終的に22試合出場で36打数4安打、打率.111と結果は残せなかった。
2008年、9月6日対ロッテ戦の9回無死一塁荻野忠寛から前進守備のレフトの頭上を破るタイムリーツーベースを放ち、ホーム返球間に三塁まで進塁し、これが本拠地福岡 Yahoo! JAPANドームでの初タイムリーとなった。自己最多となる49試合に出場したが、打率.089、1打点と苦しんだ。
2009年、一軍に定着して自己最多の91試合に出場し、代走起用はリーグ最多の39回にのぼり、7盗塁を記録した。代走だけでなくセンターでの途中起用68試合と守備固めでも定着した。

#### 2010年代
2010年、95試合出場、12盗塁といずれも自己最多を記録。中堅手としての守備起用が87試合と増加した。11月9日に福岡市内の病院で右肩関節唇の部分除去手術を受けた。
2011年、オープン戦終盤に一軍へ合流し、開幕を一軍で迎えた。8月16日の対オリックス・バファローズ戦ではアーロム・バルディリスのセンター前への打球にダイビングキャッチする超ファインプレーで大場翔太の初完封をアシストした。9月16日の対北海道日本ハムファイターズ戦で中田翔のフェンス際の打球を好捕したが、二塁塁審良川昌美は一度フェンスに当たって城所が捕球したと判定し、フェンス直撃の二塁打となった。これに秋山幸二監督は抗議したが判定は覆らず二塁打となった。この件について城所は捕球の瞬間にグラブは本塁方向を向いており、「あのグラブの向きで打球がフェンスに当たるわけない。僕はワンプレーで飯食ってるんですから」と批判した。同年は主に内川聖一の代走・守備固めでセンターに入り、先発出場していた長谷川勇也がレフトに入るというパターンが多く見られ、センターでの守備固め起用が95試合と増加した。福田秀平、明石健志など同じ俊足の外野手の台頭はあったが、最終的には2年連続の2桁盗塁、自身初の100試合以上の出場となる108試合に出場した。日本シリーズではセンターの守備固めや代走で4試合出場し、11月17日の第5戦に1打席得たが久本祐一に空振り三振に抑えられ、その日のチーム最終打者となった。
2012年、春季キャンプ中に肩の痛みがあったが開幕1軍入りし、開幕戦でも9回にセンター守備についた。5月26日の対阪神タイガース戦では9回に榎田大樹からレフト前ヒットを放って出塁すると、続く福田秀平の打席中に二盗、三盗と連続盗塁を成功させた。3年連続の二桁盗塁を記録したが、柳田悠岐の台頭によりセンターでの守備起用が減少した。
2013年、開幕を一軍で迎えたが右ふくらはぎ痛の影響で6月10日に抹消された。8月13日に再昇格したが10日ほどで抹消、10月に再昇格して1試合出場と最終的に34試合の出場にとどまった。
2014年、開幕を一軍で迎え、81試合に出場しチームトップの代走36試合、守備固め44試合とリーグ優勝に貢献した。主に左翼手で起用され一軍、二軍ともに中堅手としての起用が全く無かった。7月15日対ロッテ戦9回裏1点リード二死二塁、抑えのデニス・サファテ登板中、福浦和也のレフト線ヒットの返球を悪送球にしてしまい岡田幸文が楽に生還、打者の福浦も二塁へと進め、12回延長引き分けとなった。8月31日対楽天戦9回1点リード一死一塁、同じくデニス・サファテの登板中に銀次のレフト前ヒットを後逸して同点のタイムリーエラーとなり打者の銀次も三塁に進めた。なおチームは延長12回に森福允彦が松井稼頭央にタイムリーヒットを打たれサヨナラ負けした。これによりチームは2勝を失い、サファテはセーブ失敗が2回記録され、自身の連続無失策も6年で途絶えた。CSファイナルステージ、日本シリーズではベンチ入りできなかった。シーズンオフの12月9日の契約更改交渉にて控え選手の大変さを力説して90分間粘り700万円アップの年俸2,400万円（金額は推定）で一発更改した。
2015年、春季キャンプはA組で迎え、2月21日にオープン戦初戦である対オリックス戦でレフトの守備から途中出場したが、8回の打席で大山暁史から左腕に死球を受け、同日宮崎市内の病院で検査の結果、左尺骨骨幹部骨折と診断された。手術・リハビリを経て8月1日の西武戦でシーズン初出場したが、その試合で三盗を試みた際に左肩を脱臼、8月26日に手術を受け、残りのシーズンを全休。結局この年は怪我に泣かされ続け、1試合のみの出場にとどまった。
2016年、「ラストのつもりで」と意気込んだシーズンオフには西岡剛（阪神タイガース）のもと自主トレを行い、西岡を担当する秀島正芳トレーナーの提案でトレーニングの見直しを行った 。5月18日（対日本ハム戦）、代打で9年ぶり通算2本目の本塁打を打つ。交流戦では2番・右翼に定着し、2打席連続（6月12日、対巨人戦）・満塁（6月19日、対阪神戦）を含む5本塁打、および交流戦期間の首位打者となる4割1分5厘の打率を記録し、交流戦MVPを受賞。交流戦が終わると打撃の調子を落とし、再び控えからの出場に戻された。しかし、交流戦MVPの活躍が評価され、年俸はほぼ倍増となる4,000万円（金額は推定）で新たに複数年契約を結んだ。シーズン中の4月19日に国内FAの権利を取得したが、11月5日、権利を行使しない旨を表明した。
2017年、外野手のポジション争いの中、開幕一軍入りを果たし、4月4日の対楽天戦で今季初出場するが、翌5日に一軍登録抹消される。アルフレド・デスパイネの加入や上林誠知の台頭などが重なったことで出場機会が激減。ようやくチームのリーグ優勝が決まった後の10月6日、約6ヶ月振りに一軍昇格を果たす。同日の対オリックス戦で先発出場するが無安打だった。一軍ではわずか2試合の出場に終わった。楽天とのクライマックスシリーズでは、今季の一軍公式戦出場が僅か2試合だったにもかかわらず、10月20日の第3戦において「2番・中堅手」で抜擢起用されたが、その起用に見事に応え、先発則本昂大から2本の二塁打を放ち、守備でも好守を連発。その活躍が第1戦、第2戦を落としていたチームの流れを変える起爆剤となり、日本シリーズへの進出に大きく貢献した。横浜DeNAベイスターズとの日本シリーズでは、第1戦、第2戦、第3戦、第5戦、第6戦に途中出場。無安打だったが守備や代走でチームの二年振りの日本一奪還に貢献した。シーズンオフの12月6日、福岡ヤフオク!ドーム内の球団事務所で契約更改交渉に臨み、現状維持の4,000万円プラス出来高（金額は推定）でサインした。
2018年、一軍では前半戦の41試合に出場したが、後半戦以降は出場がなく、同年6月15日に行われた広島東洋カープ戦がレギュラーシーズン最後の出場となった。SMBC日本シリーズ2018の40人枠にも選出され、胴上げにも参加していたが、11月4日に戦力外通告を受け、13日のトライアウトに参加し4打数2安打1四球の結果を残すが、他球団から獲得の話はなく、30日に引退会見を行い、任意引退公示された（日本プロ野球12球団における平成最後の任意引退選手）。

### 現役引退後
2019年からは、ソフトバンク球団傘下の少年野球チームの指導者として契約を結んだ。その傍ら野球解説者としてトゥエルビ副音声中継のゲスト解説者としても活動した。
また、2019年3月3日のオープン戦（阪神戦）前に引退セレモニーが開かれ、ファンへの挨拶を行った。また、福田秀平とバッテリーを組み、柳田悠岐との一打席対決が行われ、柳田を三球三振に打ち取った。さらに、登板後には福田から受け取ったメモリアルボールをホームベース付近から右翼スタンドの客席に向かって遠投するというサプライズも見せた。
2022年からソフトバンクのコーチとして4年ぶりに現場に復帰した。同年と翌2023年は三軍打撃兼外野守備走塁コーチを担当。2024年からは二軍外野守備走塁コーチを務める。

## 選手としての特徴

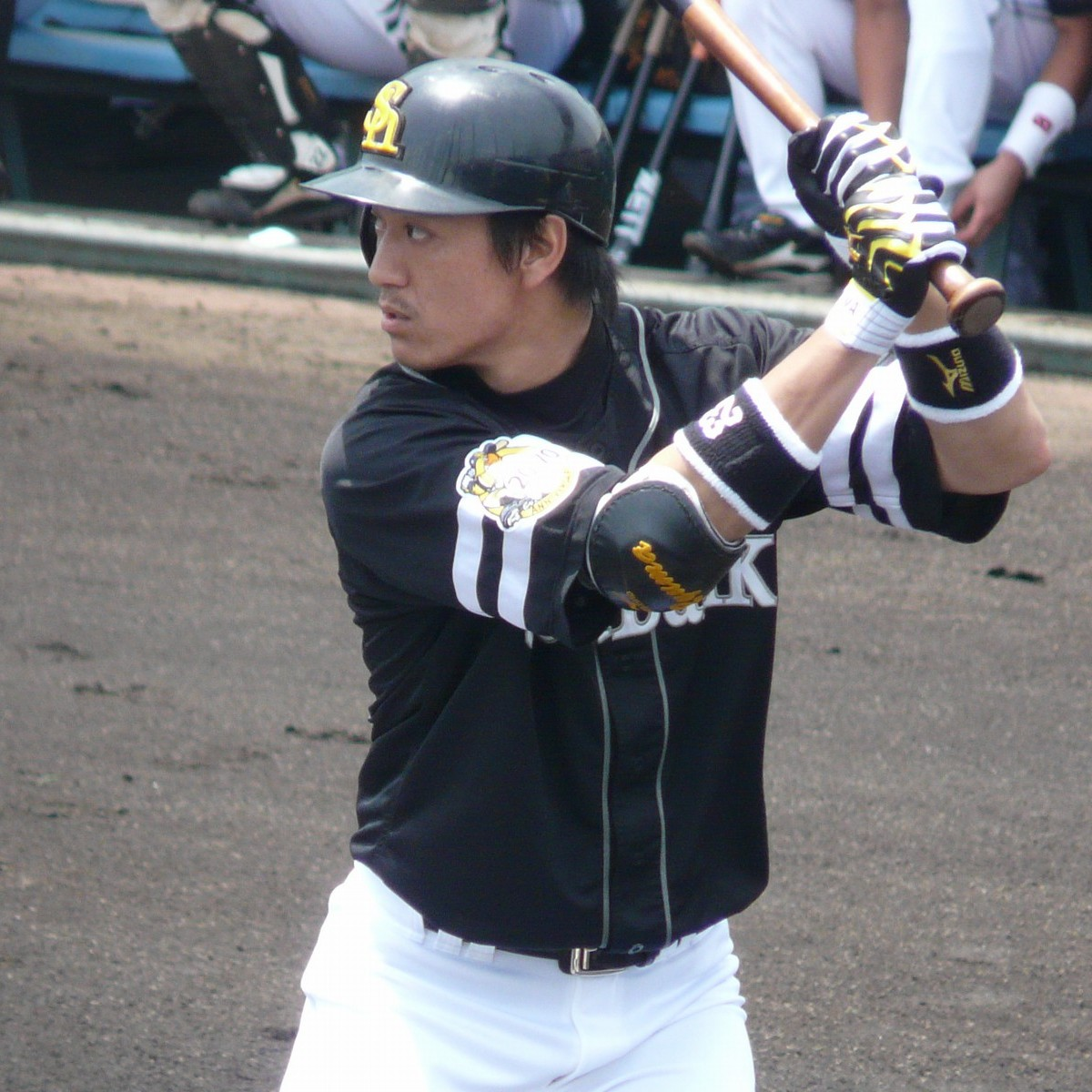
打席でバットを構える城所

俊足と強肩を武器にした球界屈指の守備力を誇る外野守備・走塁のスペシャリスト。プロ入り前は高校通算35本塁打、50メートル走のタイムは5秒9、遠投は110メートルだった。プロ入り後は出場数の増加に反し打者としての評価を下げて打席数は減少した。近年では代走もしくはリードした試合終盤での外野の守備固めとしての出場が主であったが、2016年5月18日に代打本塁打を放ったのをきっかけに、代打や先発での出場が増えた。2012年までは主に中堅手として起用されていたが、2013年に長谷川勇也の定着により中堅手起用は11試合、2014年には柳田悠岐の全試合出場により中堅手起用はゼロとなった。2010年にソフトバンク監督の秋山幸二はパシフィック・リーグの優れた外野手として守備範囲では糸井嘉男、肩では城所を挙げている。

## 人物
- 愛称は「きー君」。チームメイトの川﨑宗則はメジャー移籍後に「勝っている場面で9回から守備固めに出る緊張感は凄い。城所さんは、いつもこういう気持ちでやっていたんだなと分かり、心から尊敬する」と語った[49]。
- 例年春季キャンプ中の評価が高いが、尻すぼみすることで2009年当時の森脇浩司ヘッド兼内野守備走塁コーチからは『キャンプの城所』と評されていた[50]。
- プロ1年目に目標としていた選手はイチロー[51]、プロ入り前はダイエーホークス、読売ジャイアンツのファンだった。
- 自身の名前は歴史好きの父が坂本龍馬から一字拝借し、「夢へ向かって自己を磨く」と言う意味を持たせ名づけられた[3]。
- 2012年11月7日に第一子となる女児の誕生と月内の挙式を発表した[52][53]。
- 2011年以降は守備固めまたは代走での途中出場が増えたことから、「城所待機中」というキャッチフレーズが使われるようになった。2014年9月には本人監修の「キドコロ待機中」グッズが発売され、翌年、マイアミ・マーリンズ移籍後のイチローがキャンプ中に同Ｔシャツを着用している姿がスポーツ紙等で取り上げられている[54]。また、引退後の2019年のオープン戦で引退セレモニーが開かれた際には「キドコロ感謝中」グッズが発売された。
- 2016年5月18日の日本ハム戦（福岡ヤフオク!ドーム）で自身9年ぶりとなるホームランを放った。
- 2017年2月1日、1月31日に第二子となる次女が誕生したと報じられた[55]。
- ソフトバンクから戦力外通告を受けてから現役引退を決断するまでの期間に『プロ野球戦力外通告・クビを宣告された男達』（TBSテレビ）の密着取材を受けており、2018年12月30日に全国ネットで放送された[40]。

## 詳細情報

### 年度別打撃成績
| 年 度      | 球 団        | 試 合 | 打 席 | 打 数 | 得 点 | 安 打 | 二 塁 打 | 三 塁 打 | 本 塁 打 | 塁 打 | 打 点 | 盗 塁 | 盗 塁 死 | 犠 打 | 犠 飛 | 四 球 | 敬 遠 | 死 球 | 三 振 | 併 殺 打 | 打 率 | 出 塁 率 | 長 打 率 | O P S |
| ---------- | ------------ | ----- | ----- | ----- | ----- | ----- | -------- | -------- | -------- | ----- | ----- | ----- | -------- | ----- | ----- | ----- | ----- | ----- | ----- | -------- | ----- | -------- | -------- | ----- |
| 2005       | ソフトバンク | 1     | 0     | 0     | 0     | 0     | 0        | 0        | 0        | 0     | 0     | 0     | 0        | 0     | 0     | 0     | 0     | 0     | 0     | 0        | ----  | ----     | ----     | ----  |
| 2006       | ソフトバンク | 34    | 74    | 69    | 5     | 16    | 3        | 3        | 0        | 25    | 7     | 2     | 0        | 0     | 0     | 4     | 0     | 1     | 28    | 0        | .232  | .284     | .362     | .646  |
| 2007       | ソフトバンク | 22    | 39    | 36    | 3     | 4     | 2        | 0        | 1        | 9     | 2     | 0     | 0        | 1     | 1     | 1     | 0     | 0     | 14    | 0        | .111  | .132     | .250     | .382  |
| 2008       | ソフトバンク | 49    | 61    | 56    | 5     | 5     | 2        | 0        | 0        | 7     | 1     | 1     | 1        | 2     | 0     | 3     | 0     | 0     | 15    | 1        | .089  | .136     | .125     | .261  |
| 2009       | ソフトバンク | 91    | 42    | 40    | 14    | 6     | 2        | 1        | 0        | 10    | 2     | 7     | 1        | 1     | 0     | 1     | 0     | 0     | 11    | 1        | .150  | .171     | .250     | .421  |
| 2010       | ソフトバンク | 95    | 43    | 35    | 16    | 7     | 1        | 2        | 0        | 12    | 4     | 12    | 4        | 3     | 1     | 4     | 0     | 0     | 17    | 0        | .200  | .275     | .343     | .618  |
| 2011       | ソフトバンク | 108   | 30    | 28    | 20    | 6     | 2        | 0        | 0        | 8     | 4     | 10    | 4        | 0     | 0     | 1     | 0     | 1     | 7     | 0        | .214  | .267     | .286     | .552  |
| 2012       | ソフトバンク | 73    | 13    | 12    | 9     | 2     | 0        | 0        | 0        | 2     | 1     | 10    | 1        | 1     | 0     | 0     | 0     | 0     | 7     | 0        | .167  | .167     | .167     | .333  |
| 2013       | ソフトバンク | 34    | 6     | 6     | 2     | 0     | 0        | 0        | 0        | 0     | 0     | 1     | 0        | 0     | 0     | 0     | 0     | 0     | 3     | 0        | .000  | .000     | .000     | .000  |
| 2014       | ソフトバンク | 81    | 12    | 8     | 9     | 2     | 0        | 0        | 0        | 2     | 0     | 8     | 4        | 2     | 0     | 2     | 0     | 0     | 3     | 0        | .250  | .400     | .250     | .650  |
| 2015       | ソフトバンク | 1     | 0     | 0     | 0     | 0     | 0        | 0        | 0        | 0     | 0     | 0     | 1        | 0     | 0     | 0     | 0     | 0     | 0     | 0        | ----  | ----     | ----     | ----  |
| 2016       | ソフトバンク | 84    | 162   | 148   | 32    | 39    | 6        | 1        | 6        | 65    | 19    | 11    | 1        | 3     | 0     | 11    | 0     | 0     | 45    | 0        | .264  | .314     | .439     | .754  |
| 2017       | ソフトバンク | 2     | 3     | 3     | 0     | 0     | 0        | 0        | 0        | 0     | 0     | 0     | 0        | 0     | 0     | 0     | 0     | 0     | 1     | 0        | .000  | .000     | .000     | .000  |
| 2018       | ソフトバンク | 41    | 26    | 24    | 8     | 4     | 1        | 0        | 1        | 8     | 2     | 3     | 1        | 1     | 0     | 1     | 0     | 0     | 9     | 0        | .167  | .200     | .333     | .533  |
| 通算：14年 | 通算：14年   | 716   | 511   | 465   | 123   | 91    | 19       | 7        | 8        | 148   | 42    | 65    | 18       | 14    | 2     | 28    | 0     | 2     | 160   | 2        | .196  | .243     | .318     | .562  |

### 年度別守備成績
| 年 度 | 球 団        | 外野  | 外野  | 外野  | 外野  | 外野  | 外野     |
| 年 度 | 球 団        | 試 合 | 刺 殺 | 補 殺 | 失 策 | 併 殺 | 守 備 率 |
| ----- | ------------ | ----- | ----- | ----- | ----- | ----- | -------- |
| 2005  | ソフトバンク | 1     | 0     | 0     | 0     | 0     | .000     |
| 2006  | ソフトバンク | 24    | 26    | 2     | 1     | 1     | .966     |
| 2007  | ソフトバンク | 16    | 19    | 1     | 1     | 1     | .952     |
| 2008  | ソフトバンク | 45    | 47    | 2     | 0     | 1     | 1.000    |
| 2009  | ソフトバンク | 73    | 39    | 2     | 0     | 0     | 1.000    |
| 2010  | ソフトバンク | 90    | 38    | 1     | 0     | 0     | 1.000    |
| 2011  | ソフトバンク | 97    | 48    | 0     | 0     | 0     | 1.000    |
| 2012  | ソフトバンク | 57    | 13    | 0     | 0     | 0     | 1.000    |
| 2013  | ソフトバンク | 30    | 8     | 1     | 0     | 0     | 1.000    |
| 2014  | ソフトバンク | 70    | 16    | 0     | 2     | 0     | .889     |
| 2016  | ソフトバンク | 71    | 60    | 4     | 0     | 3     | 1.000    |
| 2017  | ソフトバンク | 2     | 2     | 0     | 0     | 0     | 1.000    |
| 2018  | ソフトバンク | 32    | 17    | 0     | 0     | 0     | 1.000    |
| 通算  | 通算         | 608   | 333   | 13    | 4     | 6     | .989     |

### 表彰
- セ・パ交流戦 最優秀選手賞（MVP）：1回（2016年）

### 記録
- 初出場：2005年8月30日、対千葉ロッテマリーンズ15回戦（福岡Yahoo! JAPANドーム）、8回裏に大道典嘉の代走で出場
- 初打席：2006年6月2日、対阪神タイガース4回戦（阪神甲子園球場）、9回表に松田宣浩の代打で出場、久保田智之から空振り三振
- 初先発出場：2006年6月7日、対読売ジャイアンツ5回戦（福岡Yahoo! JAPANドーム）、7番・右翼手で先発出場、4打数無安打
- 初安打：2006年6月9日、対東京ヤクルトスワローズ4回戦（福岡Yahoo! JAPANドーム）、9回裏に高津臣吾から中前安打
- 初打点：2006年6月15日、対広島東洋カープ6回戦（広島市民球場）、8回表に小山田保裕から押し出し四球
- 初盗塁：2006年7月4日、対西武ライオンズ9回戦（福岡Yahoo! JAPANドーム）、7回裏に二盗（投手：東和政、捕手：炭谷銀仁朗）
- 初本塁打：2007年8月19日、対東北楽天ゴールデンイーグルス20回戦（フルキャストスタジアム宮城）、8回表に永井怜から右越ソロ

### 背番号
- 23（2004年 - 2018年）
- 96（2022年 - ）

### 登場曲
- 「Birthday Eve」倖田來未
- 「My Sunshine」ROCK'A'TRENCH
- 「隆福丸」HY
- 「LA・LA・LA LOVE SONG」EXILE
- 「HaruHaru」BIGBANG（2012年）
- 「Go my way」三代目 J Soul Brothers（2013年）
- 「君の瞳に恋してる -Can't Take My Eyes Off You-」三代目 J Soul Brothers（2014年 - 2015年）
- 「Summer Madness」三代目 J Soul Brothers（2016年 - ）